# Emotion (Samantha Sang)
Emotion è una canzone del 1977 cantata dalla cantante australiana Samantha Sang, primo estratto dal secondo album in studio Emotion.  La canzone ha ottenuto nuovamente successo con la cover del gruppo R&B Destiny's Child, inserita nel terzo album del gruppo Survivor nel 2001.

## Descrizione
Scritta dai Bee Gees, Emotion è stata proposto alla Sang come alternativa al brano Don't Throw It All Away, da Barry Gibb. La canzone è stata registrata intorno all'aprile del 1977 nei Criteria Studios di Miami, in Florida, originariamente pensata per essere utilizzata nel film del 1977 La febbre del sabato sera, ma finì per essere inserita nel film The Stud - Lo stallone del 1978.

## Classifiche
| Classifica (1977-1978) | Posizione |
| ---------------------- | --------- |
| Australia              | 2         |
| Canada                 | 1         |
| Irlanda                | 9         |
| Nuova Zelanda          | 1         |
| Paesi Bassi            | 32        |
| Regno Unito            | 11        |
| Stati Uniti            | 3         |
| Svezia                 | 18        |

## Versione delle Destiny's Child
La cover di Emotion da parte del gruppo R&B Destiny's Child del 2001, con la produzione e l'arrangiamento di Mark J. Feist, ha ottenuto un buon successo commerciale negli Stati Uniti, dove è riuscita ad entrare nella top ten della Billboard Hot 100, e nel Regno Unito dove è arrivata fino alla terza posizione ed ha venduto oltre  copie.

## Remix ufficiali
- Emotion (Acapella)
- Emotion (Instrumental)
- Emotion (Al Green Remix)
- Emotion (Calderone AM Mix)
- Emotion (Calderone Dub Mix)
- Emotion (Errol 'Poppi' Mccalla Mix)
- Emotion (Maurice's Josua Nu Soul Mix)
- Emotion (Neptunes Mix)
- Emotion (NuPrise Mix)
- Emotion (Strings Version)